# Ekonomika Gabonu
Ekonomika Gabonu je relativně rozvinutá a příjem na osobu je čtyřnásobný oproti většině států
subsaharské Afriky. Je závislá na těžebním průmyslu, který většině populace umožňuje dostat se z extrémní chudoby.

## Přírodní bohatství
Gabon byl závislý na těžbě dřeva a manganu do doby, než byly objeveny zásoby ropy začátkem sedmdesátých let. Ropný sektor v současnosti[kdy?] produkuje 50 procent HDP a 80 procent exportu. Nejvyšší produkce ropy 370 tisíc barelů denně byla v roce 1997 a postupně klesá, v roce 2012 bylo aktivních 6 vrtných plošin. Nízké ceny ropy měly negativní vliv na vládu a ekonomiku země.
Těžbu železné rudy v oblasti Belinga vláda schválila v roce 2012 pro čínskou firmu CMEC, která dostala už v roce 2007 dočasná práva na těžbu.

## Průmysl
Průmysl Gabonu je založen na ropě, těžbě manganu a zpracování dřeva. Většina průmyslu se nachází u měst Libreville a Port-Gentil. Téměř všechny průmyslové podniky vznikly s podporou státu v 70. letech. Dřevozpracující firmy zahrnují 5 závodů na dýhu a velkou 50letou překližkovou továrnu v Port-Gentil, a další 2 malé překližkové výrobny. Mezi další průmysl patří podniky textilní, cementové, chemické, pivovary, loděnice atd. Zdejší průmysl je značně závislý na zahraničním dovozu a ceny importu vzrostly v roce 1994 po devalvaci středoafrického franku. Zvýšené ceny a nadkapacita způsobily ztrátu efektivity výroby a ta teď zásobuje převážně domácí trh. Vláda učinila kroky na privatizaci polostátních podniků.
Protože je Gabonská ekonomika závislá na ropě (tvoří přes 80 procent exportu, 43 procent HDP a 65 procent státních příjmů), výrazně ji ovlivňují fluktuace cen ropy na světových trzích. Gabon je třetí největší producent a exportér ropy v Subsaharské Africe, ale jsou obavy, že zásoby se zmenšují. Proto země začala ekonomiku diverzifikovat a hledá další ropná naleziště. V roce 2014 byla denní produkce ropy 240 tisíc barelů, ale v porovnání s rokem 1997 je to 35% pokles. Ověřené zásoby ropy se odhadují na 2 miliardy barelů v roce 2015 a zásoby zemního plynu na 1 bilion krychlových stop (28 km³). Jedinou ropnou rafinérií je "Sogara oil refinery" ve městě Port-Gentil, v roce 1968 ji vybudovalo konsorcium firem Total, Shell, Mobil, Texaco, Petrofina a Agip. Sogara (Societe Gabonaise de Raffinage) má vlastníky: vláda Gabonu (25 %), Total (43,8 %), Shell (1 7 %) a Agip (2,5 %). V roce 2012 Gabon podepsal smlouvu s firmou Samsung na stavbu nové rafinérie ve městě Port-Gentil.

## Chov zvířat
Chov zvířat omezuje moucha tse-tse, která šíří spavou nemoc. Proto nedávno Gabon importoval na spavou nemoc odolný dobytek ze Senegalu. Odhadovaný chov v roce 2005:
- 212 tisíc vepřů
- 195 tisíc ovcí
- 90 tisíc koz
- 35 tisíc krav
- 3,1 milionu slepic.

Ve snaze redukovat závislost na importu, vláda vyčlenila 200 tisíc hektarů pro 3 farmy v neobývané části země.